# Caulolatilus affinis
Caulolatilus affinis is een straalvinnige vissensoort uit de familie van de tegelvissen (Malacanthidae). De wetenschappelijke naam van de soort is voor het eerst geldig gepubliceerd in 1865 door Gill.